# (1850) Kohoutek
(1850) Kohoutek – planetoida z pasa głównego asteroid okrążająca Słońce w ciągu 3 lat i 139 dni w średniej odległości 2,25 au Została odkryta 23 marca 1942 roku w Landessternwarte Heidelberg-Königstuhl w Heidelbergu przez Karla Reinmutha. Nazwa planetoidy pochodzi od Luboša Kohoutka (ur. 1935), czeskiego astronoma. Przed nadaniem nazwy planetoida nosiła oznaczenie tymczasowe (1850) 1942 EN.